# Ramszesz-Meriamon-Nebweben
Ramszesz-Meriamon-Nebweben ókori egyiptomi herceg, II. Ramszesz fáraó fia.
A herceg nem jelenik meg a Ramszesz többi gyermekét ábrázoló felsorolásokon; feltételezhetően a fáraó legfiatalabb fiai közé tartozott. Anyja kiléte nem ismert. Ramszesz-Meriamon-Nebweben a Merur háremben töltötte életét, és ennek közelében is temették el – a gurobi W5 jelzésű sírban –, miután a harmincas éveiben meghalt. Múmiáját megtalálták, ennek alapján megállapítható, hogy deformált gerince miatt púpos volt. Emiatt temetésénél is gondot okozhatott a megfelelő koporsó megtalálása. Végül dédapjának azt a külső koporsóját használták, amit még vezír korában készíttetett (I. Ramszesz ugyanis trónra kerülése után új, fáraóhoz illő koporsót csináltatott és abban is temették el). A belső koporsót, bár előkészítették a herceg számára, nem használták, a régészek Medinet Habuban találták meg egy veremben.
Ramszesz-Meriamon-Nebweben neve a számára átalakított koporsók feliratain maradt fenn, és megjegyzendő vele kapcsolatban, hogy hasonló nevű testvéreiével ellentétben az ő neve kártusba foglalja a Ramszesz Meriamon nevet, tehát nem szó szerint értendő („Ré gyermeke, Ámon kegyeltje”), hanem kimondottan apjára, a királyra vonatkozik. A harmadik névelem jelentése „a ragyogás ura”, a teljes név jelentése tehát „II. Ramszesz a ragyogás ura”. Hasonló, a fáraót dicsőítő nevek a nemesség körében és felvett névként Egyiptom egész történelme alatt előfordulnak, a királyi családon belül azonban ritkán kapott valaki hasonló nevet.